# Ariel Miguel Santiago Ibagaza
Ariel Miguel Santiago Ibagaza (27 d'octubre de 1976, Buenos Aires, Argentina) és un futbolista argentí amb doble nacionalitat espanyola. Juga de migcampista i el seu primer equip va ser el Club Atlético Lanús. El 2010 fitxà per l'Olympiacos FC després de finalitzar el seu contracte am el Vila-real CF.

## Biografia
Jugà des de jove a les categories inferiors del Lanús fins que el 1994 debutà a la Primera divisió A de la lliga argentina de futbol amb el primer equip. Amb aquest club va guanyar una Copa Conmebol.
El 1998 comença a jugar a la lliga espanyola de futbol amb el RCD Mallorca. El seu debut a la Primera divisió espanyola va ser el 30 d'agost de 1998 al partit UD Salamanca 0-0 Mallorca. Amb el Mallorca jugà cinc temporades i va aconseguir una Copa del Rei i una Supercopa d'Espanya. A més va quedar subcampió de la Recopa d'Europa a l'última edició d'aquest torneig, que el RCD Mallorca va perdre contra la Lazio.
El 2003 fitxà per l'Atlètic de Madrid, equip amb el qual fou titular jugant seixanta partits de lliga en dues temporades. La temporada 2006-2007 tornà al Real Mallorca, on és titular indiscutible i un dels jugadors més decisius de l'equip. El juliol de 2008, el Vila-real CF s'interessà amb el jugador argentí i fitxà per 2 milions d'euros, per 2 anys i cobrarà 3 milions d'euros amb el club de la Plana. L'estiu de 2010 finalitza el seu contracte amb el Vila-real CF i fitxa per Olympiakos FC.

### Internacional
Només ha estat internacional amb la selecció argentina en dues ocasions, encara que fou bastant habitual amb els equips inferiors.

## Títols

### Campionats nacionals
- Una Copa Conmebol (Lanús, 1996)
- Una Copa del Rei (RCD Mallorca, temporada 02-03)
- Una Supercopa d'Espanya (RCD Mallorca, 1999)

### Campionats internacionals
- Un Mundial sub-20 (Selecció argentina sub-20 1995)